# Movimento Autonomo di Politica Rivoluzionaria
Il Movimento Autonomo di Politica Rivoluzionaria (IN greco: Αυτοδύναμο Κίνημα Επαναστατικής Πολιτικής - AKEP) è un collettivo ideologico-politico di sinistra radicale costiuitosi in partito, membro di Plan B e di Unità Popolare.
AKEP ha come leadership un collettivo, il cui Segretario Generale del Comitato Centrale è l’economista Serafim Papapetrou, il capo ufficio stampa l’avvocata Demetra Stathi ed il coordinatore organizzativo Emmanuel Grigoriades.

## Posizione politica
Si riconosce nel materialismo dialettico e storico, l'idealismo morale e la democrazia politica. Si ispira ai valori di libertà, democrazia, indipendenza nazionale, sovranità popolare, giustizia sociale, pace e fraternità tra i popoli.
Di ispirazione marxista, AKEP sostiene che il regime crollato con l’Unione Sovietica, sia stato un esempio di capitalismo statale dove mai sono stati messi in pratica i principi della teoria del materialismo storico, ma al contrario sono stati in essere tutti i rapporti sociali basati sullo sfruttamento della classe lavoratrice.
Rispetto, alla grave situazione di crisi economica della Grecia, la posizione di AKEP è riassumibile sinteticamente nei seguenti punti programmatici:
1. Ritorno alla moneta nazionale
2. Ripudio del debito pubblico
3. Cancellazione del debito privato di famiglie e imprese